# Song Zhenyu
Song Zhenyu (Dalian, 21 september 1981) is een Chinese voetbaldoelman die sinds 2013 voor de Chinese eersteklasser Changchun Yatai uitkomt. Voordien speelde hij onder andere voor Sichuan Guancheng, Dalian Shide en Changsha Ginde.
Song speelde sinds 2008 reeds 12 wedstrijden voor de Chinese nationale ploeg. Hij maakte zijn debuut op 16 april 2008 tegen Mexico.

## Carrière
- 1995-1998: Sichuan Guancheng (jeugd)
- 1998-2004: Sichuan Guancheng
  - 2002: Chongqing Lifan (huur)
  - 2003: Dalian Shide (huur)
- 2004: Dalian Shide
- 2004-2006: Sichuan Guancheng
- 2006-2010: Changsha Ginde
- 2010-2011: Chengdu Blades
- 2011-2013: Tianjin Teda
- 2013-... : Changchun Yatai